# Гіпотрофія
Гіпотрофія (грец. υποτροφια, лат. hypotrophia) — хронічний розлад трофіки тканин, що належить до дефіцитних станів та характеризується зменшенням ваги щодо зросту. Найбільш властива дітям перших двох років життя. Є симптомом багатьох хвороб, які перебігають зі значною втратою ваги. 
Причини:
- первинні — кількісно та якісно неповноцінна дієта;
- вторинні — вроджені або набуті органічні ураження, порушення трофічної функції ЦНС.

Для лікування окрім дієтотерапії рекомендують стимулюючу терапію (переливання плазми, крові), масаж, лікувальну гімнастику (дихальну), ретельний догляд за шкірою та слизовими.
Ступені виразності
При гіпотрофії І ступеня товщина підшкірно-жирової клітковини помітно знижується на животі.  Дефіцит маси тіла щодо вікової норми не перевищує 20%.  Самопочуття та загальний стан дитини в нормі.
При гіпотрофії ІІ ступеня втрата маси тіла становить 25-30%.  Підшкірний жировий шар на животі значно зменшений, помітно його стоншення на тулубі та кінцівках.  Дитина млява, відстає у зростанні та нервово-психічному розвитку.
При гіпотрофії ІІІ ступеня втрата маси тіла становить понад 30%.  Явні ознаки виснаження, шкірні покриви блідо-сірого кольору, зморшкуваті, майже повністю відсутня підшкірний жировий шар.